# Ladân
 (janvier 2025).
Ladân est un descendant d’Éphraïm et un trisaïeul de Josué.

## La famille de Ladân
Ladân est un fils de Tahân et le père d’’Ammihoud. Sa généalogie est détaillée dans l'ancien testament : Premier Livre des Chroniques. 